# Perry Lopez
Perry Lopez, właściwie Julio César Lopez (ur. 22 lipca 1931 w Nowym Jorku, zm. 14 lutego 2008 w Los Angeles w Kalifornii) – amerykański aktor pochodzenia portorykańskiego.
Odtwórca roli porucznika Lou Escobar w filmie Romana Polańskiego Chinatown (1974). Na początku lat 50. występował na nowojorskiej scenie. Grał w filmach klasy B, westernach i serialach takich jak Star Trek czy Aniołki Charliego. Zmarł na raka płuca w wieku 78 lat.

## Filmografia
- 1954: Drum Beat jako Bogus Charlie
- 1954: Potwór z Czarnej Laguny jako Tomas
- 1955: The McConnell Story jako Red
- 1955: Umarłem tysiąc razy jako Louis Mendoza
- 1955: Piekło nad Frisco Bay jako Mario Amato
- 1955: Operacja Saipan jako Joe Gomez
- 1955: Mister Roberts jako Rodrigues
- 1956: The Young Guns jako San Antone
- 1956: The Steel Jungle jako Ed Novak
- 1956: The Lone Ranger jako Pete Ramirez
- 1957: Omar Khayyam jako Książę Ahmud
- 1958: The Deep Six jako Al Mendoza
- 1958: Violent Road jako Joe
- 1959: Cry Tough jako Toro
- 1961: Man-Trap jako Puerco
- 1962: Taras Bulba jako Ostap Bulba
- 1963: McLintock! jako Davey Elk
- 1966: Szlachetna rasa jako Juan
- 1968: Sol Madrid jako chuligan
- 1968: Bandolero! jako Frisco
- 1968: Daring Game jako Reuben
- 1969: Che! jako Rolando
- 1970: Złoto dla zuchwałych jako szeregowy Petuko
- 1973: Lady Ice jako Carlos
- 1974: Chinatown jako porucznik Lou Escobar
- 1984: Życzenie śmierci 4 jako Ed Zacharias
- 1989: Kinjite: Forbidden Subjects jako Eddie Rios
- 1990: Dwóch Jake’ów jako kapitan Lou Escobar
- 1994: Confessions of a Hitman jako ksiądz